# インジンゲン
インジンゲン (ドイツ語: Insingen) は、ドイツ連邦共和国バイエルン州ミッテルフランケンのアンスバッハ郡に属す町村（以下、本項では便宜上「町」と記述する）で、ローテンブルク・オプ・デア・タウバー行政共同体の一員。

## 地理

### 位置
インジンゲンは、フランケンヘーエ自然公園内に位置している。

### 自治体の構成
この町は、公式には9つの地区 (Ort) からなる。このうち小集落や孤立農場などを除く集落を以下に列記する。
- インジンゲン
- ロール
- ロールバッハ

## 歴史
インジンゲンは、帝国直轄のローテンブルクに属した。一部はプロシアのアンスバッハ侯領の代官所が管理した。1803年の帝国代表者会議主要決議以降は、バイエルンに属した。1818年の自治体令により現在の自治体となった。

## 行政

### 紋章
向かって左上から右下に斜めに二分割。左下は、銀と青の横帯3回反復。右上は、金地に斜めに置かれた赤いザリガニ。

## 経済と社会資本
インジンゲンは、ロマンティック・フランケン観光連盟に加盟している。

### 交通
インジンゲンは、アウトバーンA7号線近く（インターチェンジ109 ヴェルニッツ）に位置している。

## 引用
1. ↑  https://www.statistikdaten.bayern.de/genesis/online?operation=result&code=12411-003r&leerzeilen=false&language=de Genesis-Online-Datenbank des Bayerischen Landesamtes für Statistik Tabelle 12411-003r Fortschreibung des Bevölkerungsstandes: Gemeinden, Stichtag (Einwohnerzahlen auf Grundlage des Zensus 2011)
2. ↑  Bayerische Landesbibliothek Online